# Hexacola novicia
Hexacola novicia is een vliesvleugelig insect uit de familie van de Figitidae. De wetenschappelijke naam van de soort is voor het eerst geldig gepubliceerd in 1964 door Belizin.